# Флаг автономного сообщества Валенсия

Флаг с соотношением сторон 2:3

Флаг с соотношением сторон 1:2

Флаг Валенсийского сообщества и города Валенсии, известный как Reial Senyera (произн. [reˈjal seˈɲeɾa], «Королевская саньера») — традиционный Саньера, состоящий из четырёх красных полос на жёлтом фоне, увенчанная синей полосой на каждой палубе рядом с подъёмником, составляющей 1/4 общей длины. Принят 1 июля 1982 года.
Является историческим происхождением саньеры — геральдического символа Арагонской короны, который также используется в современности с небольшими вариациями во всех бывших королевствах и графствах, которые были частью этой короны.

## История флага
Как и многие другие флаги средневекового происхождения, Саньера использовался в те годы как герб короля Арагона. Хотя понятие государственного флага ещё не существовало в Средние века, в его сегодняшнем понимании на королевском щите был изображён истинный символ национальности.

Герб города Валенсии

Традиционно считается, что Саньера был дарован Хайме I Валенсии в качестве оружия после христианского завоевания мавританцев в 1238 году, хотя самые ранние источники, связанные с этим, датируются 1377 годом, когда городской совет согласился заменить старый герб, используемый для печати, на нового Саньеру. Хотя происхождение использования Саньеры в качестве герба остаётся неясным в соглашении, были добавлены корона у руля и две буквы L в соответствии с наградой короля Педро IV за верность и отвагу, показанную ему валенсийцами в нескольких войнах, таких как Война двух Педро против Королевства Кастилия.
Этот валенсийский герб стал использоваться в текстильном стандарте в качестве вымпела, включая корону на бахроме, хотя синий цвет немного отличался. Он назывался bipartida, что означает два ласточкиных хвоста, или abocellada, то есть только одна ласточка с округлым и более высоким хвост. Последняя является одной из двух форм, используемых и официально регулируемых сегодня вместе с прямоугольником для муниципалитетов Валенсии.
Единственный сохранившийся в настоящее время вымпел, обычно считающийся копией оригинала, был сделан в XVII веке и хранится, хотя и очень повреждён, в Городском историческом архиве Валенсии.

### Хроматические цвета валенсийского флага
| Алый | Жёлтый | Лазурный | Золотой | Изумруд | Белый |
|      |        |          |         |         |       |

## Протокол флага
Флаг Валенсии должен быть поднят как снаружи, так и внутри каждого общественного и гражданского здания автономного сообщества Валенсия, не подвергая опасности известность и самое почётное место флага Испании. Флаг должен быть поднят справа от государственного флага (слева со стороны зрителя). Флаг Валенсии не может быть больше флага Испании или меньше флагов других образований.

### Исторические флаги

Флаг, используемый маврами во время контроля Валенсии  Неизвестное соотношение
Флаг, используемый Предварительным автономным советом Валенсийской страны (1979–1980)  2: 3
Предлагаемый флаг во время Статута Беникасима  Неизвестное соотношение
Историческая версия Валенсийского Саньеры между XV и XVIII веками. Неизвестное соотношение

Политические флаги

Эстрелада, используемая валенсийскими националистами Неизвестное соотношение
Флаг Валенскийских левых во время Второй Испанской Республики Неизвестное соотношение

### Галерея

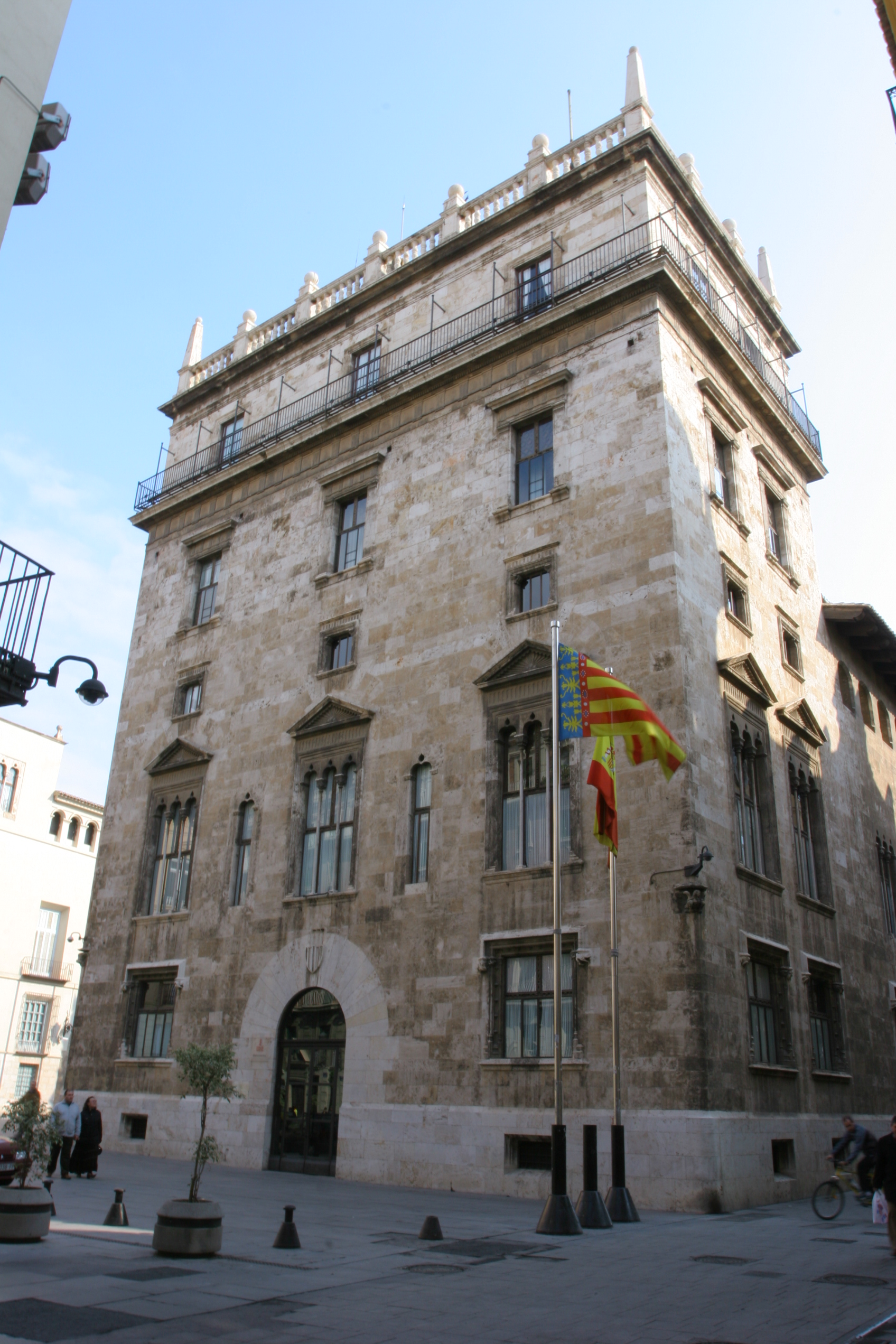
Поднят на Палау-де-ла-Женералитат
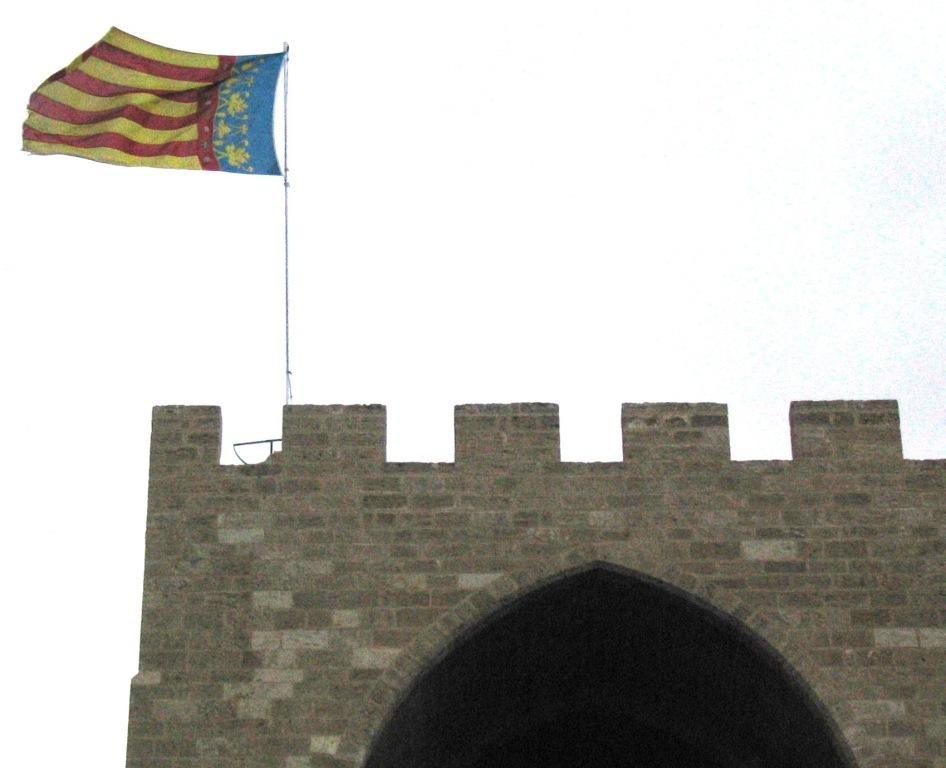
Развивается на вершине башни Серранс (Валенсия)
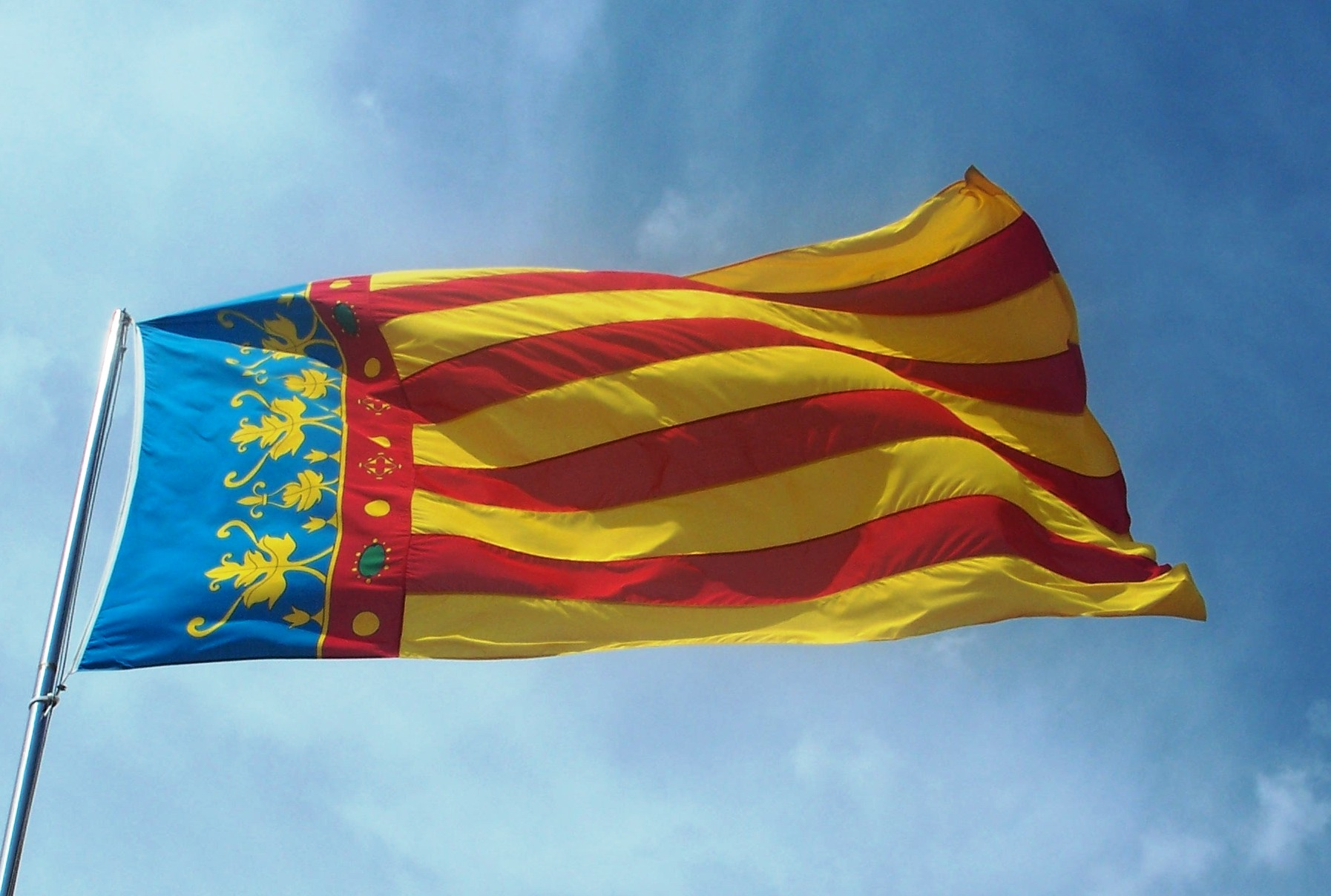
Ещё один Саньера поднят в Башне Серранс
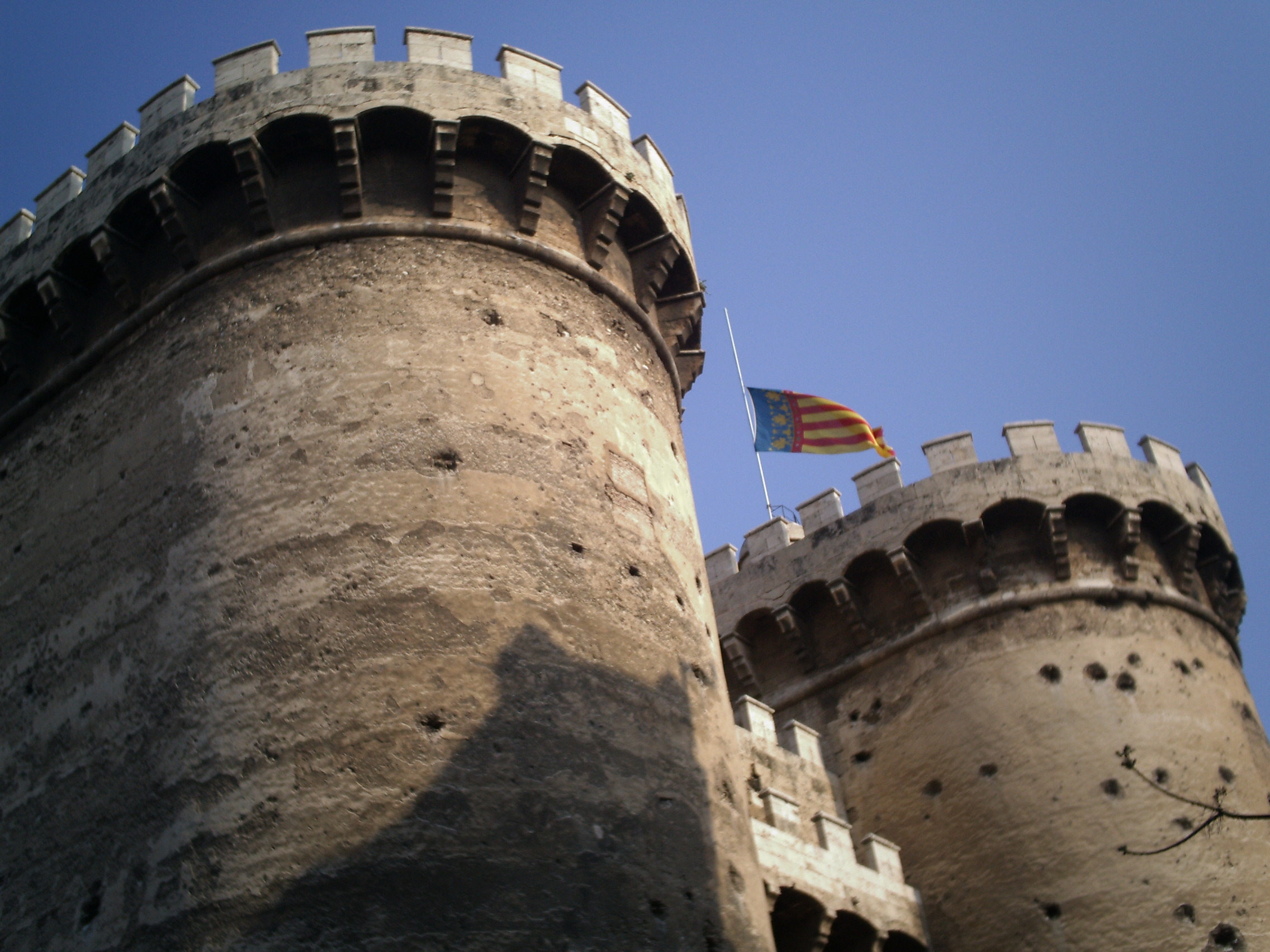
На вершине Башен Кварта (Валенсия)